# Labigastera pauciseta
Labigastera pauciseta là một loài ruồi trong họ Tachinidae.